# Акулінцев Василь Кузьмич
Василь Кузьмич Акулінцев (нар. 21 березня 1916, село Дерябіно Воронезької губернії, тепер Аннинського району Воронезької області, Російська Федерація — 28 березня 1993, місто Москва) — радянський діяч, секретар ЦК КП Туркменістану, 1-й секретар Карагандинського обласного комітету КП Казахстану. Член Бюро ЦК КП Казахстану. Член ЦК КПРС у 1971—1981 роках. Депутат Верховної Ради СРСР 6-го, 8—10-го скликань.

## Життєпис
Народився в селянській родині.
У 1931—1936 роках — секретар осередку ВЛКСМ гужового транспорту «Магнітобуду» Уральської області; заступник голови Магнітогорської міської ради фізичної культури, голова Бюро фізичної культури; завідувач відділу культури будівельного комітету «Магнітобуду».
У 1936—1941 роках — студент Магнітогорського гірничо-металургійного інституту, інженер-прокатник.
Одночасно з 1939 по 1941 рік — плановик, завідувач відділу кадрів «Мартенбуду» тресту «Магнітобуд» міста Магнітогорська Челябінської області.
У 1941—1944 роках — технолог сортопрокатного цеху, майстер, начальник зміни блюмінгу Златоустівського металургійного заводу, секретар комітету ВЛКСМ Златоустівського металургійного заводу Челябінської області.
Член ВКП(б) з 1944 року.
У 1944—1945 роках — інструктор Челябінського обласного комітету ВКП(б).
У 1945—1946 роках — слухач Вищої партійної школи при ЦК ВКП(б) (закінчив заочно в 1947 році).
У 1946—1950 роках — заступник секретаря комітету КП(б)У Єнакіївського металургійного заводу, партійний організатор ЦК КП(б)У Єнакіївського металургійного заводу Сталінської області.
У 1950—1951 роках — 1-й секретар Єнакіївського міського комітету КП(б)У Сталінської області.
У 1952—1956 роках — завідувач відділу партійних, профспілкових і комсомольських органів (партійних органів) ЦК КП Туркменістану.
22 січня 1956 — 12 вересня 1961 року — секретар ЦК КП Туркменістану.
11 вересня 1961 — 1962 року — голова Ради народного господарства Туркменської РСР — міністр Туркменської РСР.
У 1962 — жовтні 1964 року — заступник голови Середньоазіатського бюро ЦК КПРС.
У 1965 — лютому 1968 року — інспектор ЦК КПРС.
19 лютого 1968 — 6 серпня 1979 року — 1-й секретар Карагандинського обласного комітету КП Казахстану.
З серпня 1979 року — персональний пенсіонер союзного значення в Москві.
У 1979—1986 роках — радник відділу із металургії секретаріату Ради економічної взаємодопомоги (РЕВ).
У 1986 — 23 березня 1993 року — заступник голови організаційно-методичної комісії Всесоюзної Ради ветеранів.
Помер 28 березня 1993 року. Похований на Троєкуровському цвинтарі Москви.

## Родина
Дружина — Руденко Наталія Євдокимівна (1918—1994). Син — Акулінцев Сергій Васильович (1946—2007), дочка — Лариса (нар. 1945).

## Нагороди і звання
- два ордени Леніна
- орден Жовтневої Революції
- три ордени Трудового Червоного Прапора
- орден Червоної Зірки
- орден Дружби народів
- медалі